# Bevilacqua (Emilia-Romagna)
Bevilacqua (Bivlacqua in dialetto locale) è una frazione divisa a metà tra i comuni di Cento (FE) e Crevalcore (BO) in Emilia-Romagna.

## Geografia fisica
Il territorio di Bevilacqua è stato oggetto nella prima metà del XX secolo di un piano di bonifica idraulica e agraria che interessava le aree umide qui esistenti. A partire dal 1920 è stato realizzato il collettore delle Acque Alte, conosciuto in paese come "La Bonifica", che lambisce la frazione a ovest: il canale nasce presso Lorenzatico, frazione di San Giovanni in Persiceto, per poi confluire nel fiume Panaro nei pressi di Finale Emilia, dopo un percorso di 3,6 km. Il territorio è stato tutelato dal 1992 al 2011 dall'Area di Riequilibrio Ecologico dei comuni di San Giovanni in Persiceto e Crevalcore, ai sensi della LR n. 11/1988. Oggi vi si trovano alcune aree umide di interesse storico comprese nei Biotopi e ripristini ambientali di Crevalcore.
Bevilacqua dista circa 8 km da Cento (sud-est) e poco più di 15 km da Crevalcore (sud-ovest).

## Storia
Il territorio della frazione risulta già abitato in epoca antica, dati i ritrovamenti di vestigia romane del III secolo a.C., ma il primo nucleo del centro attuale risale all'alto medioevo, quando nel corso dell'XI secolo si andarono a formare le prime comunità rurali sotto la giurisdizione dell'abbazia di Nonantola. Questo antico monastero benedettino possedette proprietà terriere molto estese, sia in Emilia che in Toscana, e fu un importante punto di riferimento per un'intensa attività di bonifica dei terreni. Il 14 aprile 1463 il territorio di Bevilacqua fu concesso in enfiteusi dall'abate di Nonantola ai marchesi Bevilacqua, con la richiesta di contribuire alle opere di bonifica e di costruire un luogo di culto per la popolazione. Questo fenomeno della proprietà indivisa (partecipanza) della terra rimarrà poi noto per l'ambito emiliano come "partecipanza agraria di Nonantola". La chiesa fu realizzata nel 1490 e qui i Bevilacqua realizzarono un imponente palazzo come propria dimora di campagna, contribuendo così significativamente allo sviluppo del paese, dalla parte del comune di Crevalcore. Anche la parte centese di Bevilacqua, tuttavia, ha origini medievali: il territorio era infatti compreso nella partecipanza di Cento, istituzione storica che regolava l'amministrazione delle aree rurali proprietà del vescovo di Bologna e cedute in enfiteusi a influenti famiglie locali. Le prime comunità rurali nacquero nel XIII secolo ed erano regolamentate da statuti.
I due nuclei della frazione, quello di Cento e quello di Crevalcore, si sono poi ritrovati uniti nel XX secolo, sia in linea con lo sviluppo urbano, sia per l'istituzione di un'unica parrocchia nel 1935.

## Monumenti e luoghi d'interesse

### Architetture religiose
- Chiesa di San Giacomo Apostolo, chiesa parrocchiale della frazione,[6] è detta anche Chiesa Bianca,[5] ed è situata nel nucleo centrale di Bevilacqua, quello appartenente al comune di Crevalcore.[7] La chiesa è stata consacrata il 6 giugno 1490 dal vescovo di Sarsina Antonio Monaldo, ma deve l'attuale aspetto ad una radicale ristrutturazione avvenuta nel 1818, quando su commissione di Camillo e Francesco Bevilacqua, fu inaugurata la nuova chiesa disegnata da padre Francesco Beccari di Lendinara e realizzata dall'architetto Antonio Ungarelli.[5] La chiesa si presenta in stile neoclassico.[5] La parrocchia di San Giacomo di Bevilacqua si estende su un territorio che conta circa 1 500 abitanti.[8]

- Oratorio della Madonnina della Valle, situato nel comune di Crevalcore poco fuori dal paese,[9] è stato edificato nel 1902 in onore di Maria, in quanto il culto mariano era praticato sin dal XVIII secolo e già dal 1888 era festeggiata la festa della Madonnina, ancora oggi sentita dalla popolazione.[5]

### Architetture civili
- Palazzo Bevilacqua, antica residenza padronale dei marchesi Bevilacqua, fu realizzato nel XVI secolo dal conte Onofrio di Alfonso Bevilacqua e presenta due avancorpi a foggia di torre agli angoli.[7] Nella corte interna fu costruita nel 1719 la cappella privata della Beata Vergine di Loreto, oggi in stato di abbandono.[5][7]

## Società

### Tradizioni e folclore
Molto sentito a Bevilacqua è il culto mariano: a Maria è infatti dedicata la cappella rurale dove viene celebrata la festa della Madonnina. Tale festa si celebra ancora oggi dal 1888 ogni seconda domenica di ottobre. In paese si festeggia invece il giorno del patrono, san Giacomo apostolo, ogni 25 luglio, celebrazione religiosa accompagnata negli ultimi decenni dalla sagra del tortellone, locale evento turistico-gastronomico.